# Roztwór izotoniczny

Zachowanie komórki zwierzęcej (erytrocytu) znajdującej się w roztworze hiper-, izo- i hipotonicznym

Roztwór izotoniczny (izoosmotyczny) – roztwór, który w kontakcie z innym roztworem przez błonę półprzepuszczalną pozostaje z nim w osmotycznej równowadze dynamicznej.
Aby roztwór wykazywał tę cechę, musi mieć identyczne sumaryczne stężenie molowe wszystkich indywiduów chemicznych niezdolnych do przechodzenia przez błonę półprzepuszczalną, przez którą kontaktuje się z innym roztworem.
Pojęcie to jest najczęściej stosowane w biologii i medycynie. Np. w medycynie płyny, które są długotrwale podawane pacjentom przez kroplówkę (płyn fizjologiczny), muszą być izotoniczne z osoczem krwi, aby nie wywołać odwodnienia organizmu. Z tych samych przyczyn intensywnie trenujący sportowcy piją napoje izotoniczne, gdyż większość napojów tradycyjnych jest albo hipotoniczna, albo powoduje odwodnienie.